# Classe Shirane
La classe Shirane era una classe di cacciatorpediniere della Forza di autodifesa marittima del Giappone (Kaijō Jieitai), composta da due unità entrate in servizio tra il 1980 e il 1981; secondo la classificazione giapponese, queste unità sono state designate come "cacciatorpediniere portaelicotteri" (Helicopter Destroyers o DDH).
Le Shirane sono state ritirate dal servizio attivo a partire dal 2015, venendo rimpiazzate dalle più recenti unità della classe Izumo.

## Il progetto
Le unità della classe Shirane sono una diretta derivazione della precedente classe Haruna, la prima classe di cacciatorpediniere portaelicotteri giapponese: si tratta di grosse navi adibite al comando e all'assistenza logistica degli squadroni di elicotteri antisommergibili (ASW) della flotta giapponese, la cui struttura di fondo deriva dalla vecchia classe Takatsuki di cacciatorpediniere.
Rispetto alle Haruna, le Shirane hanno dimensioni maggiori: la lunghezza è di 159 metri, la larghezza di 17,5 m e il pescaggio di 5,2 m; il dislocamento standard è di 5.200 tonnellate, che sale a 7.500 t a pieno carico. La propulsione è data da due turbine a vapore per altrettanti alberi motore, con una potenza complessiva di 70.000 hp; benché la potenza dell'apparato motore sia superiore a quella delle Haruna, le Shirane hanno una velocità massima, raggiunta alle prove, analoga, pari a 31 nodi (57 km/h). La struttura dello scafo è identica alle Haruna: le sovrastrutture sono rappresentate solo da una massiccia costruzione posta a centro nave, in modo da lasciare la poppa completamente sgombra per poter ospitare una pista di decollo per gli elicotteri.
Le Shirane incorporano già in partenza alcuni dei miglioramenti poi installati sulle Haruna dopo la costruzione, come il lanciatore per otto missili terra-aria RIM-7 Sea Sparrow (posto sul retro della sovrastruttura principale) che si aggiunge all'armamento standard composto da due torri d'artiglieria per altrettanti cannoni Mk. 42 da 127 mm (entrambe poste a prua), un lanciatore a otto celle per missili anti sottomarino ASROC (posto sempre a prua dietro le torri dell'artiglieria), e due impianti tripli di tubi lanciasiluri MK 32 (sui due lati della sovrastruttura principale); come per le Haruna, sul finire degli anni 1980 furono aggiunti due impianti Phalanx CIWS da 20 mm per la difesa antimissile a corta gittata, posti sulla sommità della sovrastruttura centrale. Gli elicotteri imbarcati sono tre, generalmente dei Mitsubishi H-60.
Altre differenze tra le classi Haruna e Shirane riguardano gli impianti elettronici: le Shirane furono le prime unità giapponesi a ricevere dei radar tridimensionali e ad essere concepite già in partenza per ospitare dei sistemi digitali computerizzati per il controllo di tutti i sistemi d'arma, fatti che ne migliorarono notevolmente le capacità di difesa aerea e di comunicazione rispetto alle precedenti.

## Unità
| Nome    | Pennant number | Impostazione     | Varo              | Entrata in servizio | Radiazione    |
| ------- | -------------- | ---------------- | ----------------- | ------------------- | ------------- |
| Shirane | DDH-143        | 25 febbraio 1977 | 18 settembre 1978 | 17 marzo 1980       | 25 marzo 2015 |
| Kurama  | DDH-144        | 17 febbraio 1978 | 20 settembre 1979 | 27 marzo 1981       | 22 marzo 2017 |